# Music of the Heart
Music of the Heart är en amerikansk dramafilm från 1999 i regi av Wes Craven. 

## Handling
Filmen bygger på verkliga händelser och handlar om violinisten Roberta Guaspari (Meryl Streep) som är deprimerad efter att ha blivit lämnad av sin man och nu bor ensam med sina båda söner. Hon beslutar sig för att ta tag i sitt liv genom att börja jobba som musiklärarinna i den hårda miljön i East Harlem, New York, trots att hon inte har några egentliga kunskaper i pedagogik. Genom envishet lyckas hon inspirera en grupp elever och deras till början skeptiska föräldrar. Robertas fiolprojekt börjar sakta utveckla sig och får till slut stor uppmärksamhet.

## Utmärkelser
Filmen Oscarsnominerades i klasserna bästa kvinnliga huvudroll och bästa sång men vann inget av priserna.